# Костюшинский
Костюшинский — упразднённый хутор в Полтавском районе Омской области России. Входил в состав Ворошиловского сельсовета. Исключен из учётных данных административно-территориального деления в 1989 г.

## География
Располагалось между деревнями Черноморка и Малахово.

## История
Основан в 1913 году.
В 1928 году состоял из 4 хозяйств. В административном отношении входил в состав Бельдежского сельсовета Полтавского района Омского округа Сибирского края. В 1989 году решением райисполкома от 25.02.89 № 22 из учётных данных Ворошиловского сельского Совета был исключен хутор Костюшинский.

## Население
По переписи 1926 г. на хуторе проживало 24 человека (10 мужчин и 14 женщин), основное население — украинцы